# 扁担藤
扁担藤（学名：Tetrastigma planicaule）为葡萄科崖爬藤属的植物。分布在越南、斯里兰卡、印度、老挝以及中国大陆的贵州、西藏、广东、广西、福建、云南等地，生长于海拔100米至2,100米的地区，多生长于山谷要可及山坡岩石缝中，目前尚未由人工引种栽培。